# Hans Trimborn
Hans Trimborn (* 2. August 1891 in Plittersdorf; † 10. Oktober 1979 in Norden) war ein deutscher Maler und Musiker, der in Ostfriesland wirkte.

## Leben

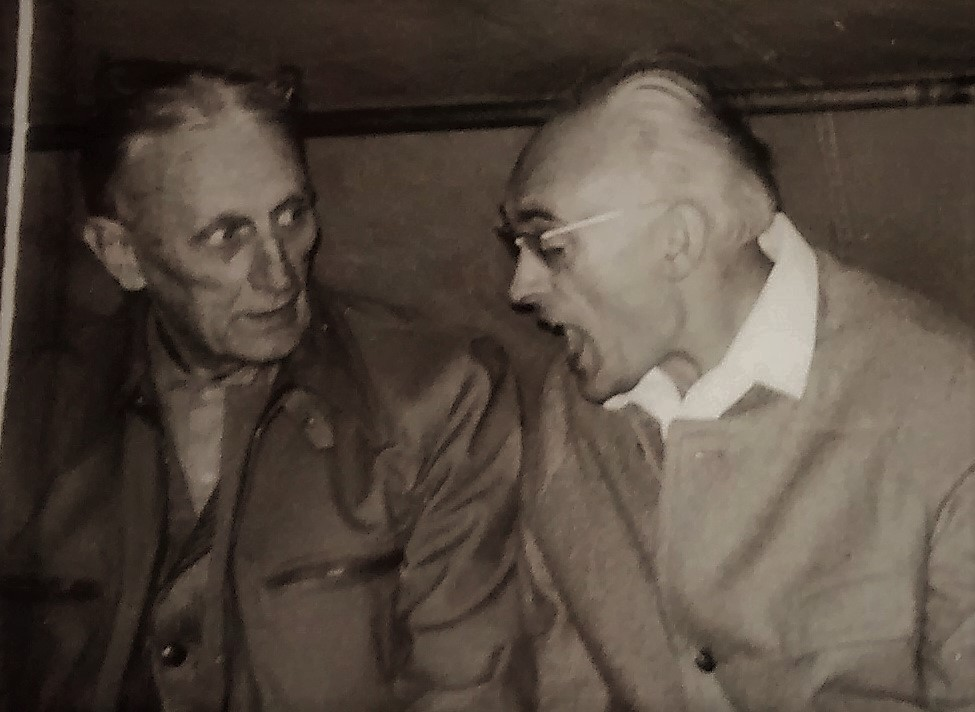
Hans Trimborn (links) im Gespräch mit Bernhard Grotzeck (um 1970)

Hans Trimborn wurde 1891 als Sohn von Jean Trimborn (Zeichner im Katasteramt) und Margarethe Trimborn geb. Koeb, einer gebürtigen Schwedin, in Plittersdorf bei Bonn geboren. Als 1898 seine Mutter starb, nahmen ihn und seine jüngere Schwester die Großeltern Hermann und Anna Maria Trimborn auf. Hans Trimborn machte 1913 sein Abitur auf dem Staatlichen Beethoven-Gymnasium in Bonn. Sein musisches Talent zeigte sich schon früh während seiner Schulzeit. So unterhielt er am Klavier die Gäste im Gasthaus seiner Großeltern.
Von 1913 bis 1916 studierte er an der Rheinischen Friedrich-Wilhelms-Universität Bonn Medizin. Gemeinsam mit dem ehemaligen Klassenkameraden Paul Adolf Seehaus, der mit August Macke befreundet war, betrieb er Naturstudien. Hans Trimborn erhielt nie privaten Kunst- oder Malunterricht und besuchte nie eine Kunstakademie. In den Jahren 1915 bis 1918 entstanden Arbeiten unter dem Einfluss des Rheinischen Expressionismus, die die Farbenfreude dieser Stilrichtung zeigen. Seine Vorliebe für August Macke, Paul Klee und Christian Rohlfs sind in einzelnen Gemälden unverkennbar.
Im Ersten Weltkrieg wurde Hans Trimborn noch im Studium als Feldunterarzt in verschiedene Lazarette des Rheinlandes abkommandiert. Während dieser Zeit entstanden musikalische Kompositionen nach Texten von Stefan George. Hans Trimborn setzte sein Medizinstudium nach Beendigung des Krieges in Heidelberg fort, brach es aber 1919 ab. Am 16. August 1919 heiratete er die Pianistin Marta Trapp und ging als freischaffender Maler und Musiker auf die Insel Norderney. Zwischen 1919 und 1939 lebte Trimborn dort in der Wilhelmstraße 12.
Auf Norderney trat er gemeinsam mit seiner Frau Marta im Rahmenprogramm des Badebetriebes als Pianist auf. Er arbeitete auch als Chorleiter und gab 1922 ein Konzert mit eigenen Kompositionen nach Texten von Meister Eckhart. Hans Trimborn trat zeitweilig auch mit einem eigenen Tanzorchester auf. Er beteiligte sich an Konzerten des Norderneyer Kurorchesters und erhielt Engagements des Bremer Rundfunks. In Stummfilm-Aufführungen arbeitete er als Klavierbegleiter, wobei er sich mit ungewöhnlichen Jazz-Improvisationen einen Namen machte und das Publikum mitunter provozierte, indem er Passagen klassischer Musik von Johann Sebastian Bach bis Paul Hindemith einbaute.
Hans Trimborn hielt seit 1920 freundschaftlichen Kontakt zu dem Bildhauer Bernhard Hoetger und anderen Worpsweder Künstlern. Im Atelier Hoetgers hatte er die Möglichkeit, die Arbeiten von Paula Modersohn-Becker kennenzulernen. Sie wurde sein großes Vorbild. Hans Trimborn war damit einer der ersten Künstler, der die Botschaft der Worpswederin in die eigene künstlerische Arbeit einbezog. Seine Bilder zeigten Wattlandschaften und Norderneyer Ansichten. Mit diesen Arbeiten hielt er sich finanziell über Wasser. Die Geburt des Sohnes Johannes im Jahr 1922 regte ihn zu Bildern zum Thema „Mutter und Kind“ an, anschließend folgten Selbstporträts in einer intensiven Auseinandersetzung mit dem eigenen Ich. Christusbilder, Maskenwesen und andere Themen rundeten das damalige Werk ab. 1924 gründeten Hans Trimborn und Bernhard Hoetger das „Kaffee Worpswede“ auf Norderney.
In dieser Zeit engagierte Trimborn sich auch für die von Silvio Gesell begründete Freiwirtschaftsbewegung. Gemeinsam mit dem Norderneyer Badearzt Anton Nordwall initiierte er auf der Insel ein Freigeldexperiment, das sogenannte Wära-Projekt. Als Erfinder des Wära-Tauschgeldes gilt Hans Timm, den Trimborn im Haus der Blankeneser Künstlerin Dora Wenneker-Iven kennengelernt hatte. Das Wära-Projekt besaß eine gewisse Ähnlichkeit mit den heutigen Tauschkreisen.
Hans Trimborn war ein Vagabund, „ein vaganter Künstler“, wie Emanuel Eckardt 1988 im Katalog zur Emder Ausstellung schrieb. Auftragsarbeiten und feste Engagements führte er nur widerstrebend aus, häufig hielt er die Termine nicht ein oder sagte sie ab. Er taumelte so von einer finanziellen Krise zur anderen. Seine Freunde wie Bernhard Hoetger und der Bremer Mäzen Ludwig Roselius setzten alles daran, ihn zu unterstützen und seine Existenz abzusichern. Der unstete Hans Trimborn widersetzte sich, sobald ihre Hilfe konkret wurde.
1928 machte er eine Reise nach Kopenhagen, wo er bei Alexander Stoffregen Klavier studierte. Er hatte den Plan, sich mit persönlicher Unterstützung von Otto Klemperer und Professor Joseph Frischen auf Norderney als Musiker neu zu etablieren, wollte andererseits aber nicht auf die Musik beschränkt werden.
Hans Trimborns Neigung zu Depressionen machte ihn nach Ansicht von Ruth Irmgard Dalinghaus für die Randbereiche menschlichen Lebens wie die Pathopsychologie empfänglich. Seine freundschaftlichen Kontakte zu dem Jenaer Professor für Neurologie und Psychiatrie, Rudolf Lemke, brachten ihn zu dem Entschluss, das abgebrochene Medizinstudium wieder aufzunehmen. 1931 immatrikulierte sich Hans Trimborn an der medizinischen Fakultät der Universität Jena. 1932 wechselte er an die Universität Hamburg. Der unstete Hans Trimborn brach auch dieses Vorhaben nach einem Semester wieder ab, wechselte an die Hamburger Universität und kehrte im Sommer 1932 nach Norderney zurück.
1939 verließ er bei Kriegsausbruch die Insel, um mit seiner Familie auf Einladung der Fürstin Theda zu Innhausen und Knyphausen, der Witwe von Dodo Fürst zu Innhausen und Knyphausen, nach Schloss Lütetsburg bei Norden (Ostfriesland) zu gehen. Trotz der nationalsozialistischen Einschränkungen im Kunstbereich malte er dort um 1941 Bilder wie Krieg – Tod im Massengrab, das seine bereits 1920 entstandene Komposition für einen Sprecher, zwei Posaunen und kleine Trommel Stimmen aus dem Massengrab nach dem gleichnamigen Text von Erich Kästner kommentiert. Seit dem Ersten Weltkrieg war er Pazifist. Seine damaligen traumatischen Erlebnisse bei der Aushebung von Massengräbern als Feldarzt und die Kriegsverletzung seines Sohnes Johannes erschütterten ihn nachhaltig. Ein heute verschollener Christus am Kreuz mit Gasmaske und Bilder wie Gasmaske, Krieg – Tod im Massengrab sowie die Vertonung Stimmen aus dem Massengrab waren die leidenschaftlichen Antworten des Künstlers auf den Krieg. 1945 musste er dann noch als Mitglied des Volkssturms am Zweiten Weltkrieg teilnehmen. Auf Schloss Lütetsburg lernte Hans Trimborn 1940 seine spätere zweite Frau, die wesentlich jüngere Organistin Maria Immer kennen. 1948 wurde die Ehe mit Marta Trapp geschieden. 1950 heirateten Hans Trimborn und Maria Immer, allen familiären und gesellschaftlichen Widerständen zum Trotz. 1952 wurde der Sohn Jan geboren. In der ländlichen Abgeschiedenheit des neuen Wohnortes Arle und unter dem Eindruck der jungen Familie entstanden nun farbenfrohe, lichte Bilder. Die figürlichen Bilder entfernen sich zunehmend von einer realistischen Darstellung, bis hin zur Auflösung der Gegenständlichkeit.
Die Bilder der 1950er Jahre sind gekennzeichnet durch die Auseinandersetzung mit Max Beckmann, Pablo Picasso, Henri Matisse und erneut mit Paula Modersohn-Becker. Hans Trimborn beteiligte sich an öffentlichen Ausschreibungen für angewandte Kunst. Schon vor dem Zweiten Weltkrieg und ein weiteres Mal 1947 hatte er die Decke des Cafés „Marienhöhe“ auf Norderney ausgemalt. Für die Kreissparkasse Norden und für Schulen in Aurich und Norden führte er u. a. Wandmalereien aus. 1960 verließ er nur widerstrebend die baufällige Behausung in Arle, um nach Norden in ein neues Haus zu ziehen. Am neuen Wohnort Norden malte er Landschaften, Stadtansichten und zeichnete karikaturhafte Bildnisse. In seinen letzten Lebensjahren wurde die Musik wesentlichstes Ausdrucksmittel für ihn. Am 10. Oktober 1979 starb Hans Trimborn im Alter von 88 Jahren in Norden.

## Würdigungen
Am 10. Mai 1963 ernannte die Ostfriesische Landschaft mit der Verleihung des Indigenats den gebürtigen Rheinländer Hans Trimborn zum Ostfriesen ehrenhalber.
Die Stadt Norden und der Großheider Ortsteil Arle widmeten Hans Trimborn jeweils eine Straße. In Arle ist auch eine Kinderkrippe nach ihm benannt. Auf Norderney pflegt die Galerie Hans Trimborn seit 2012 mit einer Dauerausstellung das Andenken des Künstlers.

## Arbeiten in öffentlichem Besitz
- Oldenburgisches Landesmuseum
- Ostfriesisches Landesmuseum
- Ostfriesische Landschaft, Aurich
- Kunsthalle in Emden, Stiftung Henri Nannen
- Sparkasse Aurich-Norden

## Einzelausstellungen
- 1955: Gesellschaft für bildende Kunst, Emden
- 1982: Marienhafer Mühle, Marienhafe
- 1983: Werkstattgalerie Nassachmühle, Uhingen; Hans Trimborn Retrospektive, Kunstkreis Norden
- 1991: Kulturring Moormerland, Warsingsfehn
- 1992: Galerie S im Haus der Sparkasse, Schleswig
- 1993: Hans Trimborn: Nie wieder Krieg, Ludgerikirche Norden
- 1994: Hans Trimborn (1891–1979), Maler und Musiker, Landesmuseum Oldenburg
- 1995: Kunstgalerie im Küstenmuseum Juist
- 1995: Die Grafiken von Hans Trimborn, Warsingsfehn
- 2011/2012: Hans Trimborn – Maler und Zeichner, Ostfriesisches Landesmuseum Emden
- Seit 2012: bade~museum norderney, Dauerstellung mit Gemälden und Grafiken Hans Trimborns[20]